# Ectropis gozmanyi
Ectropis gozmanyi là một loài bướm đêm trong họ Geometridae.